# 存在主义

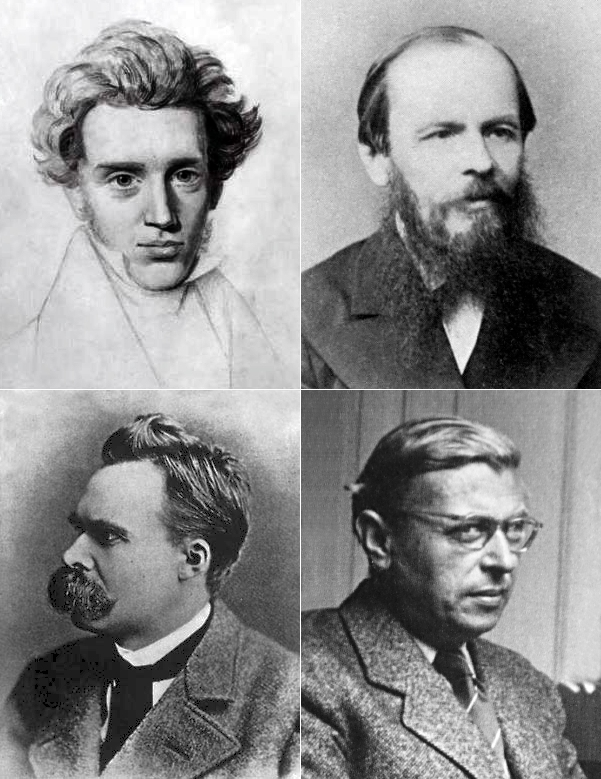
存在主义的代表人物，从左至右，从上至下：克尔凯郭尔、陀思妥耶夫斯基、尼采、萨特

存在主义（英語：Existentialism），又可翻译為實存主義、我存主义，指的是研究生命能意識到自己的存在，并且以“我”為中心去探索、追求、解决和改善其生命一切的一門哲学。
在存在主義思想家看來，人類個體總是會出現“存在焦慮”，即面對明顯無意義的人生（人皆有死）或荒謬的世界（善惡未必有報）時的恐懼、困惑、和迷失，因此存在主義思想家致力於探索與人類存在的意義、目的、和價值相關的命題。
在存在主義裏，要評價一個人時是去評價他的道德行為，而不是他的身份、外貌、學歷、或事業，因為人的本质是必須透過他自己的行為才能被定義，即“人就是他行为的总和”。但與此同時，也沒有先天决定的道德，因為所有規範都是人在生命中憑藉自我意識而創造的；此外，人也沒有義務要奉行某個特定的宗教信仰，因為存在主義主張要給人類絕對的選擇自由。存在主義鼓勵人們遵循自己真心信服的價值觀（而非外界灌輸的）來生活，並把這種美德稱為本真（authenticity）。
尼采和祁克果可被看作其先驱，在20世纪中它流傳非常廣泛，其哲學思想還延續到了20世紀60年代興起的人本主義，雅斯贝尔斯和海德格尔、保羅·萨特和加缪是其代表人物。這些命題曾經影響了文學，例如：費奧多爾·陀思妥耶夫斯基和加缪；精神分析學，例如：賓斯萬格和羅洛·梅；和神學，例如：保羅·田立克。

## 定義的相關問題和背景
事實上，儘管存在主義一般被認為起源于祁克果，但首位采用了“存在主義”这一名词并将其用于自我定义的哲學家是萨特。正如著名學者弗雷德里克·科普尔斯顿的解釋，萨特斷定「所有存在主義思想家的共同基本原則是存在先於本質」。哲學家史蒂文·克勞威爾則認為要定義存在主義是相當困難的，因為與其說存在主義本身是完整的哲學系統，不如理解為一種用來拒絕其他系統性哲學的方法。 沙特自己在1945年的演講中，描述存在主義為「企图从一贯的无神论的角度来描绘所有结果」。
雖然斯堪地那維亞半島以外的人們多認為存在主義的名稱源自於祁克果本人，但更有可能的是祁克果從挪威詩人及文學評論家約翰·塞巴斯蒂安·韋爾黑文獲得靈感（至少在用「存在性」來描述他的哲學）。這種說法有兩個來源，其一是挪威哲學家愛瑞克·倫德斯塔德（Erik Lundestad）提出，丹麥哲學家弗雷德里克·西伯恩（Fredrik Christian Sibbern）在1841年有兩段對話，分別是與韋爾黑文以及祁克果。在第一段對話中，據信韋爾黑文想出了「一個詞來涵蓋密切積極的生活態度，他稱這思維叫存在性」。然後這個詞語由西伯恩轉述給了祁克果。
第二個根據是來自挪威歷史學家胡尼·斯萊格斯塔德，他自稱能證實是祁克果自己曾說「存在性」是從韋爾黑文借來的。 他強烈認為，祁克果本人說過：「黑格爾方法並不以『存在性』的方式研究哲學；用我和韋爾黑文談哲學時曾經使用的詞語來描述的話」。另一方面，挪威歷史學家安妮-莉·絲塞則是對斯萊格斯塔德的論點表達疑慮，認為該聲明實際上源自挪威文學史學家卡史林努·龐。

## 概念

### 存在先于本质
其最著名和最明確的倡議是让-保罗·萨特的格言：“存在先於本質”。
萨特否认神或其它任何预先定义的规则（即本質）的優先性。他反对任何人生中「阻逆」的因素，因为它们缩小人的自由选择的余地。假如没有这些阻力的话，那么一个人唯一要解决的问题是他选择哪一条路走。然而人是自由的；即使他在自欺中，仍有潜力与可能。萨特也提出：「他人即是地狱」。这一观点看似与「人有选择的自由」观点相矛盾，其实每个人选择是自由的，但对于选择后的结果，每个人有无法逃避的责任，人在选择的过程中，面对的最大问题就是他人的选择，因为每个人都有选择的自由，但每个人的自由就可能影响他人的自由，所以称「他人即是地狱」。
存在主義並沒有否定神的存在，例如祁克果就是一名基督徒，他認為存在主義是基督徒思想模式的開始。尼采在其著作《快樂的科學》中提出「上帝已死」的說法，尼采並不是說上帝在形而下的層面已死，相反地，尼采自己就是基督徒，他的意思是“現代人的道德存在著巨大缺陷”。
(The question "Why is there anything at all?", or, "Why is there something rather than nothing?" has been raised or commented on by philosophers including Gottfried Wilhelm Leibniz, Ludwig Wittgenstein, and Martin Heidegger – who called it the fundamental question of metaphysics)
存在与事物、事件的关系:
Existence = Entity + Event
存在的形式与形式的存在
乔治·贝克莱：“存在即是被感知”。
路德维希·维特根斯坦：“真正的神秘不是存在的形式，而是形式的存在”。
格奥尔格·威廉·弗里德里希·黑格尔:“凡是现实存在的都是合乎理性的（存在即合理)。”

### 荒謬

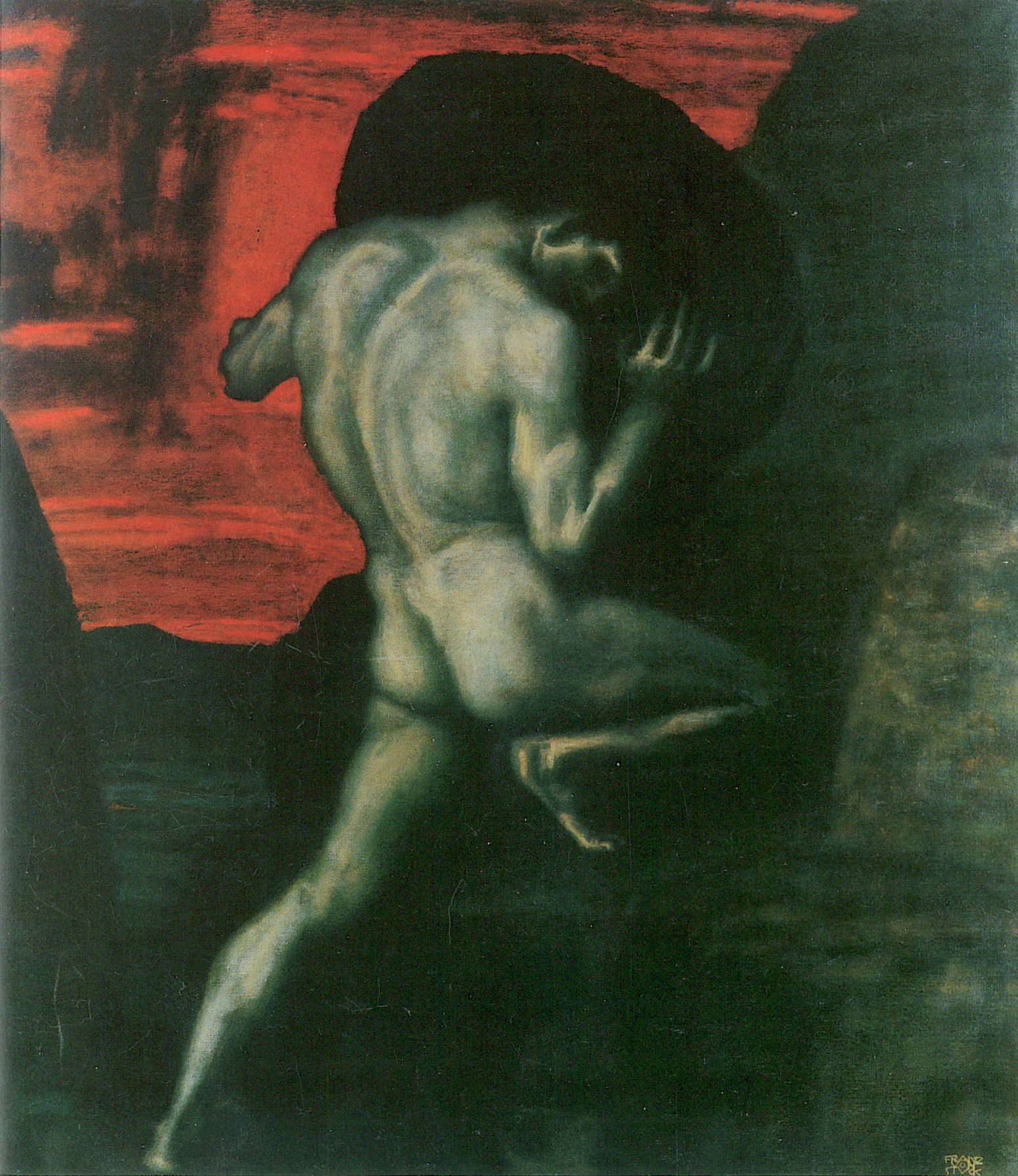
荒謬的象徵西西弗斯，該畫由弗朗茨·馮·施圖克作於1920年

荒謬這個概念是指世界的不合理部分与我们渴望解释的一切冲突和离异。卡繆認為，建立在懷疑論之上的生活是没有真正意義的，但接受荒谬的诚实的人会以自己的反抗賦予生活意義。這种無意義性還涵蓋著世界的是非不分與不公平。這與「壞事不會發生在好人身上」的概念相左；對世界而言，打個比方說，沒有所謂的好人或壞人；發生的事就這樣發生了，它可能降臨在任何「好」人或「壞」人身上。
荒謬這概念一直以來都在文學上相當突出。祁克果、貝克特、卡夫卡、陀思妥耶夫斯基、尤內斯庫、烏納穆諾、皮藍德羅、萨特、海勒和加缪的許多文學作品都在描述人遭遇到世界的荒謬。
在痛苦地察覺到此無意義後，卡繆在《薛西弗斯的神話》中稱「真正嚴肅的哲學問題只有一個，就是自殺。」雖然針對這類可能極度有害遭遇的「藥方」各自不同，不論是祁克果的宗教「階段」或卡繆的堅持不懈，大多數存在主義哲學家的焦點都在幫助人們避開不好的生活方式，以免置於喪失一切意義的長期險境之中。這種意義崩解的可能性會對自身平靜構成重要威脅，而這也就違背存在主義的哲學。據信因自殺是可能的而使得所有人都是存在主義者。在無意義的生活中，一個荒誕主義者能不屈地直面“自殺”。

## 外部連結
- 從存在主義略談人生哲學- Google 缓存